# 计伯仁
计伯仁（1940年2月—2010年9月8日），上海奉贤人。中华人民共和国地图学家。

## 生平
1958年毕业于南京地质学校，先后在国家测绘局、地图出版社从事地图编制和编审工作。担任中国地图出版社副总编辑、编审。曾主持修订出版的八卷本《中国历史地图集》荣获第一届国家图书奖荣誉奖、上海市科技成果特等奖、中国地理学会制图专业委员会优秀地图作品奖等；他终审的《中国历史地震图集》获中国地理学会优秀成果奖。1991年，被教育部聘为全国中小学教材审查委员会委员，1992年，起享受国务院政府特殊津贴。2010年9月8日逝世。